# Annisteen Allen
Annisteen Allen (1920-1992), de son vrai nom Ernestine Letitia Allen, est une chanteuse de rhythm and blues américaine, né à Champaign, en Illinois et morte à New York.

## Carrière
Dans les années 1940, Annisteen Allen est engagée par Lucky Millinder dans son orchestre avec lequel elle chante en 1944 Let It Roll. 
En 1951, Millinder rejoint le label Federal Records. En 1953, elle enregistre en solo sur le label de la maison mère de Federal, King Records.
L'année suivante, King ne renouvelle pas son contrat mais elle est engagée par Capitol Records. Elle y connaît son plus grand succès en 1955, Fujiyama Mama. Comme c'est le cas à l'époque pour nombre de titres vendeurs sur le marché afro-américain, Fujiyama Mama est repris par des artistes pop :  dès mars 1955 par Eileen Barton puis en 1957 par Wanda Jackson. Peu après Annisteen Allen disparaît de la scène musicale.

## Discographie

### Singles
- Yes I Know
- Lies, Lies, Lies
- I've Got Troubles
- Fujiyama Mama

### Compilation
- Annsteen Allen 1945-1953, Classics rhythm and blues series